# Nintendo Switch 2
Nintendo Switch 2 är Nintendos åttonde stationära spelkonsol (räknat i Europa) som släpptes den 5 juni 2025. Switch 2 bygger enligt den första officiella visningen, som publicerades på Youtube den 16 januari 2025, vidare på samma koncept som föregångaren Switch. Det ska vara en stationär och bärbar konsolhybrid som har en LCD-skärm och två avtagbara kontroller på sidorna. För att projicera bilden på en TV-apparat placeras konsolen i en dockningsstation. Nintendo Switch 2 är bakåtkompatibel med nästan alla spel som släppts som fysiska utgåvor samt digitala nedladdningar till föregångaren Switch. Konkurrerande konsoler vid tillkännagivandet av Switch 2 var Playstation 5 och Xbox Series X.

## Lansering
Nintendo Switch utannonserades genom en trailer på Nintendos hemsida och Youtube-kanal den 16 januari 2025. I slutet av trailern utlovades en framtida mer detaljerad visning den 2 april 2025 via en så kallad "Direct" som företagets presentationer kallas. I trailern visades endast ett spel som ser ut som ett framtida Mario Kart, vilket kan tänkas innebära att detta spel lanseras tillsammans med nya konsolen. I den utlovade "Directen" den 2 april 2025 tillkännagavs lanseringsdatumet torsdag den 5 juni 2025. I ett pressmeddelande samma dag tillkännagavs även lanseringspriset i USA: 449,99 dollar för konsolen utan medföljande spel samt 499,99 dollar för konsolen inklusive det nya spelet Mario Kart World.
Den 18 april 2025 bekräftade Nintendo det amerikanska lanseringspriset för basenheten både utan och med Mario Kart World samt för de första spelen men meddelade prishöjningar på tillbehör.
Det svenska lanseringspriset sattes i början av april 2025 av återförsäljarna till 6800 kronor inklusive moms. Detta pris ansågs omotiverat högt av flera personer. Sidan FZ rapporterade den 17 april 2025 att den svenska distributören Bergsala har anmälts till Konsumentverket beträffande standardpriset 6800 kronor samt lägsta butikspris 6700 kronor, vilket skall jämföras med Nintendos riktpris i Europa på 470 Euro (motsvarande cirka 5200 kronor). Exempelvis kostar Switch 2 470 Euro inklusive moms på Irland inför lanseringen. Det svenska priset hos återförsäljarna är därmed 1500–1600 kronor eller cirka 29–31 procent för högt. Enligt FZ har det kommit flera anmälningar till Konsumentverket angående det "omotiverat höga priset". Per den 17 april 2025 hade ännu ingen dom fallit mot Bergsala. Sidan FZ understryker att Bergsala ger återförsäljarna en prisnivå, samt att det i slutändan är respektive återförsäljare som sätter sin egen prislapp.

## Försäljning
Den 11 juni 2025 meddelade Nintendo att företaget hade globalt sett sålt "drygt 3,5 miljoner" enheter av Switch 2 de fyra första dagarna sedan lanseringen, vilket innefattar dagarna torsdag 5 juni 2025 till och med söndag 8 juni 2025.

## Spelkontroll
De två kontrollerna som kan fästas på basenheten har namnet Joy-Con 2 och de kan även användas separat eller fästas i Joy-Con 2 Grip så att de bildar en mer traditionell spelkontroll. Till skillnad från Switch där varje Joy-Con sitter fast via en räls används en magnetisk metod som påminner om klick. Joy-Con 2 kan även användas som en mus.

## Teknisk specifikation
Enligt första trailern, nyheterna den 2 april 2025 samt den tekniska specifikationen har Switch 2 följande teknisk specifikation:
Bildskärm:
- kapacitiv pekskärm
- 7,9 tum LCD
- 1920p x 1080p
- klarar upp till 120 bilder per sekund
- HDR10-stöd
- VRR-stöd

Sensorer:
- I vänster Joy-Con 2-kontroll - accelerometer, gyroskop samt optisk sensor
- I höger Joy-Con 2-kontroll - accelerometer, gyroskop, optisk sensor samt NFC-chip
- I konsolen - ljussensor för automatisk reglering av ljusstyrka

Insidan:
- 256 GB UFS-lagring
- Spelkortsläsare (för spel avsedda för Switch 2 samt Switch)
- Micro SD Express-läsare (stöd för upp till 2 TB, måste vara av typen Micro SD Express)[8]
- Batteri (5220 mAh) för handhållen användning i upp till 2–6,5 timmar

Ovansidan:
- Av/på-knapp
- Volymreglage (ljud)
- USB-C-anslutning
- 3,5 mm ljudport
- Plats för fysiska utgåvor av spel (avsedda för Switch samt Switch 2)

Undersidan: 
- USB-C-anslutning (för anslutning till dockan)
- Micro SD Express-läsare[9] (gömd bakom stativet som fungerar som skydd)

Baksidan:
- Stativ

Dockningsstationen:
- AC-adapter-ingång
- HDMI-ugtång (4K-stöd)
- LAN-port (Ethernet)
- 2 USB-A ingångar

En av de större förändringarna är att Micro SD ersätts med Micro SD Express. Den stora fördelen med detta är snabbare läshastighet. Micro SD-korten till Switch 1 skall vara av UHS-I-typ vilket innebär en läshastighet på nära 100 MB/s. För Switch 2 kommer Micro SD Express-korten att klara av läshastigheter på upp till cirka 800 MB/s vilket innebär åttafaldigad prestanda.
Även den interna lagringen har bytts ut från eMMC-typ till UFS. Switch 1 använder eMMC 5.1 med maxhastigheten 300 MB/s medan Switch 2 använder UFS 3.1 där maxhastigheten är 1200 MB/s vid lagringsstorleken 256 GB vilket kan jämföras med cirka 5500 MB/s i läshastighet för den inbyggda SSD som används i konkurrenten Playstation 5.

## Nätverkstjänster
Tjänsten Switch Online kommer även att fungera med Switch 2. En exklusiv funktion för tjänsten till Switch 2 är möjligheten att spela utvalda GameCube-spel.
GameChat har en inbyggd chattfunktion med stöd för både röst- och videosamtal.
GameShare tillåter att flera Nintendo Switch 2- och/eller Nintendo Switch-konsoler ansluts antingen lokalt eller över nätet för att spela ett kompatibelt spel på upp till 4 konsoler samtidigt, även om endast en person har en kopia av spelet.

## Spel
Vid tillkännagivandet av Switch 2 den 16 januari 2025 utlovades bakåtkompatibilitet med nästan alla Switch-spel både för fysiska utgåvor samt digitala nedladdningar. Det framgick inte vid detta tillfälle om spel till Switch 2 även kommer att lanseras som fysiska utgåvor då utgivaren föredrar det. Nintendo utlovade den 16 januari 2025 att redogöra för alla detaljer via sin webbplats vid ett senare datum.
I trailern den 16 januari 2025 visades endast ett enda spel: Mario Kart. Den fysiska utgåvan av ett Switch-spel som representerade bakåtkompatibilitet hos Switch 2 i trailern var Super Mario Bros Wonder, ett spel från år 2023.
Direct-presentationen den 2 april 2025 för Switch 2 tillkännagav de första first-party-spelen som är planerade att släppas:
- Mario Kart World, lanseringsspel (5 juni 2025)
- Nintendo Switch 2: Welcome Tour, lanseringsspel (5 juni 2025)
- Donkey Kong Bananza, 17 juli 2025

Även många spel från andra utgivare kommer finnas tillgängliga vid releasen 5 juni, bl.a:
- Cyberpunk 2077
- Street Fighter 6
- Split Fiction

### Nintendo Switch 2 Edition-spel
De flesta Switch-spel är kompatibla med Switch 2 men utvalda spel kommer att finnas i förfinade varianter för Switch 2, kallade Nintendo Switch 2 Edition-spel:
- The Legend of Zelda: Breath of the Wild – Nintendo Switch 2 Edition, 5 juni 2025
- The Legend of Zelda: Tears of the Kingdom – Nintendo Switch 2 Edition, 5 juni 2025
- Super Mario Party Jamboree – Nintendo Switch 2 Edition + Jamboree TV, 24 juli 2025
- Kirby and the Forgotten Land – Nintendo Switch 2 Edition + Star-Crossed World, 28 augusti 2025
- Metroid Prime 4: Beyond – Nintendo Switch 2 Edition, 2025
- Pokémon Legends: Z-A – Nintendo Switch 2 Edition, sent 2025

Nintendo Switch Online + Expansion Pack-medlemmar kan ta del av utvalda Nintendo Switch 2 Edition-spel utan extra kostnad.

### Gratis uppdateringar för utvalda Nintendo Switch-spel
Speltillverkare har möjligheten att publicera gratis uppdateringar för redan befintliga Nintendo Switch-spel för att förbättra upplösning, bildhastighet eller lägga till stöd för funktioner som GameShare. 12 stycken spel utgivna av Nintendo kommer stödja funktionen vid Nintendo Switch 2:s lansering.
- 51 Worldwide games
- Arms
- Big Brain Acadamy: Brain VS Brain
- Captain Toad: Treasure Tracker
- Game Builder Garage
- New Super Mario Bros U. Deluxe
- Pokémon Scarlet
- Pokémon Violet
- Super Mario 3D World + Bowser's Fury
- Super Mario Odyssey
- The Legend of Zelda: Echoes of Wisdom
- The Legend of Zelda: Link's Awakening (2019)

### Nintendo Switch-spel på Nintendo Switch 2
Enligt Nintendo fanns det per den 15 april 2025 drygt 15 000 utgivna spel till Switch, varav 122 från Nintendo. En grafisk presentation över statusen för kompatibilitet finns redovisad på Nintendos webbplats där statusdiagrammen för Nintendos egna spel samt partnerspel uppdateras löpande samt övrig fakta kring kompatibilitet.